# ブルース・カミングス
ブルース・カミングス（英: Bruce Cumings、1943年9月5日 - ）は、アメリカ合衆国の歴史学者。シカゴ大学スウィフト冠講座教授。専門は、政治学、朝鮮半島を中心とする東アジア政治。

## 経歴
1943年生まれ。1967年から1968年には徴兵を忌避して平和部隊に参加し、韓国で英語教師として働いた経験もある。1975年、コロンビア大学大学院で博士号を取得。スワースモア大学、ワシントン大学国際関係学部を経て、1987年からシカゴ大学歴史学部教授。1999年にアメリカ芸術科学アカデミーの会員に選出された。

## 受賞・栄典
- 『朝鮮戦争の起源』において、アメリカ歴史学会ジョン・キング・フェアバンク賞受賞。

## 研究内容・業績

### 『朝鮮戦争の起源』に関して
1981年に出版された著書『朝鮮戦争の起源』において、朝鮮戦争は植民地時代に醸成された朝鮮内部の階級対立に端を発する内戦の発展したものであるという説を唱え、1980年代には朝鮮戦争研究に影響を与えた。同書ではまた、解放後の米軍政下の南朝鮮における人民委員会運動とそれに対する米軍政の抑圧を米軍資料によって描き出した。朝鮮戦争を内戦として捉え、この「内戦」は1945年に既に始まっていたのだから1950年に「誰が戦争をはじめたのか」という問題には「答えを出せない」「この問いは問われるべきではない」と主張した。開戦をめぐる台湾ファクター、北朝鮮軍の韓国占領と米韓軍の北朝鮮占領などについても多く取り上げている。
旧ソ連の機密文書公開までアメリカと韓国が、北朝鮮の南侵を誘導したため、朝鮮戦争が勃発したという南侵誘導説 及び南北戦争において、アメリカ合衆国が侵略したのか、アメリカ連合国が侵略したのか特定することができないように、朝鮮戦争も内戦であるから、北朝鮮が侵略したのか、韓国が侵略したのか特定することができず「朝鮮戦争の開戦責任などどうでもいいこと」だと唱えていた。
『朝鮮戦争の起源』は、韓国の社会科学に大きな衝撃を与えたが、韓国では禁書とされた。しかし、そのことが反って学生たちの好奇心を煽り、複写版が出回った。

## 評価
日本や韓国では歴史修正主義の歴史家という評価がある。
Boudewijn Walraven（ライデン大学）やDouglas J. Macdonald（アメリカ陸軍戦略大学）、James Matray（カリフォルニア州立大学チコ校）、Kathryn Weathersby（ジョンズ・ホプキンズ大学）なども、カミングスを歴史修正主義と評している。一方、カミングス本人は歴史修正主義と批判されることは自らの業績に汚点を着せるものだと反発している。
萩原遼は、1995年の論文で「近年奇妙な論議が出まわっている」として、カミングスの『朝鮮戦争の起源』を取り上げており、「（カミングスは）朝鮮戦争の開戦責任などどうでもいいことだという。アメリカの南北戦争がどちらの先攻でおきたか特定できないように、朝鮮戦争も特定できないという立場」であり、カミングスは「私が実感として感ずることは、1950年6月のことを知れば知るほど、あの戦争はどのように開始されたのか確信がもてなくなり、無知であればあるほど、そのことについて確信をもつということである」と発言しており、萩原は「傲慢きわまる言辞」「日米戦争をだれが先におこしたのか特定できないといえば米国民は憤激するだろう」として、「歴史の真実を隠蔽したりあいまいにするこの種の論議」と批判している。萩原は、カミングスが『朝鮮戦争の起源』第2巻において、朝鮮人民軍が朝鮮戦争開戦直前に集結区域の38度線への移動、南侵命令の接受、韓国への侵攻、占領地の活動など文化部が行う活動を記した文書「戦時政治文化事業」を南侵計画書ではなく訓練用の教材だと主張しているとして、「開戦責任を曖昧にしようとする特殊な政治的立場がある」「カミングスは北朝鮮が先に攻撃したことを一貫して否定し、なんとかして北を擁護したい『曲学阿北』（学を曲げて北におもねる）の徒である」と評している。
朝鮮戦争については、1980年代以後研究の進化により「通説として受け入れられてきたのは北朝鮮による南侵説」「北朝鮮の金日成が民族統一の名分を掲げ、ソ連と中国の支援を受けて南侵を強行」したとする北朝鮮による侵略説がなかば定説となるなか、共産主義・社会主義の北朝鮮を支持する或いはシンパシーを持つ左派系研究者は修正主義史観を唱えるようになった。李栄薫によれば、この動きはカミングスの『朝鮮戦争の起源』が導火線であり、学界ではこれを「修正説」と呼んでいる。カミングスは朝鮮戦争の起源を日本の植民地支配に遡り、朝鮮戦争の責任は日本にあり、北朝鮮にはないとする。修正説は「内戦説」と「誘因説」に分けられ、「内戦説」は、朝鮮戦争は、植民地時代に始まる互いに異なる国家を建国する葛藤が、解放後に反乱と衝突とに引き継がれ、最終的に戦争に発展したという説である。アメリカ軍政は民主化を抑圧する一方、少数の地主を擁護した。葛藤の核心は農地改革であったが、アメリカ軍政は地主を擁護して、農地改革を後回しにしたことにより、民主勢力は大邱10月事件、済州島四・三事件と麗水・順天事件、それに続くゲリラ活動で抵抗した。38度線では韓国と北朝鮮の武力衝突が続いており、朝鮮戦争に発展したとする。アメリカは戦争特需を期して韓国から意図的にアメリカ軍を撤収させ、軍事的空白状態を作り出し、北朝鮮が侵攻するよう誘い出したというのが「誘因説」である。カミングスの修正説は、韓国で大きな反響を呼び、1980年代の民主化の波を受け、韓国現代史を急進的に再解釈する梃子として作用して、毛沢東の新民主主義革命理論に基づく韓国現代史の左派的な解釈として発展した。
李栄薫は、「土地改革のための民衆の革命的な要求が内戦につながり、これが朝鮮戦争に発展した」というカミングスの修正説に対する批判として以下を挙げた。
- 韓国では、農地改革を後回しにしたのではなく、地主と小作農の間の事前販売が解放と同時に始まり、1949年の農地改革法を以てスピードを上げ、朝鮮戦争以前には完了していた。
- スターリンが軍事活動を禁止する命令を下したことによって、1949年8月以後は、38度線は軍事的に平穏な状態が保たれていた。

冷戦終結後に秘密が解除されたソ連の資料から、朝鮮戦争はアメリカとの冷戦において勝機を得ようとしたソ連の同意を取り付けた金日成が、中国と共同で周到綿密に準備し、満州という地域を罠として、アメリカをそこに引き入れようとする国際謀略として企図された北朝鮮による先制攻撃であることが明らかとなったことにより、カミングスの修正主義史観に対する支持はなくなった。李栄薫は、「朝鮮戦争の原因と責任をアメリカに負わせる従来のカミングスによる修正説は、このように戦争の勃発過程を詳細に伝えるモスクワの秘密文書が公開されたことで、今さら身の置き場がなくなってしまいました」と述べている。重村智計は、「旧ソ連の外交文書の公開で、朝鮮戦争の起源が明らかにされた。それによると、朝鮮戦争は『内戦』や『誘因』の展開ではなく金日成首相がソ連の指導者スターリンを説得し開始した、『金日成』の戦争だったのである。また、『ヤルタ体制の崩壊』が生んだ戦争でもあった」。重村は、このような事実が詳らかにされたことから、これら歴史修正主義の研究は批判され、価値と威信を失ったと述べている。
一方で、北朝鮮を擁護する左派・革新派からは、朝鮮戦争を米ソの分割占領および戦争勃発以前の社会的葛藤と政治的対立の延長、もしくは終着点として捉えるべきというカミングスの修正説は、依然として有効であるとする意見がある。例えば、日本・中国・韓国の研究者が編集した学校副教材『未来をひらく歴史』には朝鮮戦争について以下の記述がある。
下川正晴は、日本語版と韓国語版は正反対であり、「半島南部の解放」戦争という朝鮮戦争観について、「旧態依然たる共産党史観というべきか、B・カミングス教授らに影響を受けた“修正主義史観”というべきか」と評している。そして、盧武鉉左翼政権の韓国でも学校副教材に朝鮮戦争を「半島南部の解放」とするカミングスの修正説を書くわけにはいかず、カメレオンのように姿を変える歴史修正主義者たちの奇々怪々さにはあきれるしかなかったと批判している。
「6・25は北朝鮮が試みた統一戦争」「韓国戦争は北朝鮮指導層が試みた統一戦争で、内戦」「韓国戦争は統一戦争」「6．25戦争は内戦で、北朝鮮指導部が試みた統一戦争」という朝鮮戦争観を主張して、2005年12月に国家保安法違反容疑で在宅起訴され、懲役2年、執行猶予3年、資格停止2年の有罪判決を受けた姜禎求（極左歴史学者という評価がある）は、『朝鮮日報』によると姜禎求の著作や論文の引用・参考文献からカミングスの強い影響を受けているという。カミングスが著書『朝鮮戦争論―忘れられたジェノサイド』のp268で、「なかでもマリリン・ヤング、すでに故人となられたジェームス・B・バレー、和田春樹には深く感謝している」と謝辞を送っている。韓国メディアは和田を「日本の良心」として紹介しているが、韓国の保守派は「日本版ブルース・カミングス（일본 버전(version)의 브루스 커밍스 ）」と評している。それによると、和田春樹が著書『朝鮮戦争』で修正主義史観から解釈して「朝鮮戦争は、南北両方の内部矛盾を解決するための避けられない選択」「内戦から始まり、中国・日本・米国・ソ連 などが参戦することによって国際戦へ拡大した戦争」「朝鮮戦争が勃発したのは解放後の朝鮮半島で理念的に異なった南北の韓国分断政府が樹立されたことにともなう必然的な結果」「国連軍の参戦で韓国軍と米軍が38線を越えて進撃することで南北双方1回ずつ武力統一を試みた戦争」「当時韓国の李承晩政府も『武力による北進統一論』を積極的に進めた」と主張している朝鮮戦争観は、姜禎求が主張している朝鮮戦争観と非常に酷似している歴史認識だという。これについて『京郷新聞』は「韓国戦争は南北すべての内部矛盾を解決するための避けられない選択」というカミングスに代表される「修正主義と似た見解」であるとしている。他に油井大三郎は、1985年が底本の論文では、朝鮮戦争が北朝鮮による侵略戦争であることを否認、「解放戦争」「統一戦争」「防衛戦争」と主張、朝鮮戦争における米軍と国際連合の介入を「干渉」「ジェノサイド」「なぜ、内戦に外国軍隊が介入し、国際化されたのか、が問われるべき」、北朝鮮を「革命的民族運動」と主張していたが、ソビエト連邦の崩壊後の1998年が底本の著書では、カミングス『朝鮮戦争の起源』や和田春樹『朝鮮戦争』を引用・参考文献に挙げて、「戦争が北朝鮮による武力統一をめざした内戦の性格をもっていたことが明らかになっている」と主張している。
重村智計によると、ソ連・中国・北朝鮮などの共産主義・社会主義は、アメリカ帝国主義をアジアから駆逐するため、アメリカ帝国主義の侵略戦争としての朝鮮戦争という図式が必要であり、これを中国共産党や北朝鮮政府が、共産主義・社会主義の北朝鮮を支持する或いはシンパシーを持つ日本の左派系の研究者を支援して、それら日本の左派系の研究者は、北朝鮮の戦争犯罪への非難を回避するため、また日本での共産主義・社会主義革命を実現するため、運動の手先となるが、1980年代以後、研究が進んだことにより、北朝鮮による侵略がなかば定説化するなかで、北朝鮮の戦争犯罪への避難を回避したい或いは日本での共産主義・社会主義革命を実現したい北朝鮮に好意を抱くか、支持する日本の左派系の研究者たちはカミングスの修正説を支持するようになったという。しかしそれは、「学問的というよりは、政治的意図を含む研究」「北朝鮮と金日成首相に責任を負わせず、アメリカを非難するための理論であった。その政治的な目的と動機は、あきらか」な意図的に編み出されたものであり、カミングスの修正説は、日本の左派系の研究者を魅了し、大きくもてはやされ、受け入れ、便乗するようになっていったという。しかし、カミングスの修正説支持者は、北朝鮮による侵略の事実を極力隠蔽して、矮小化するイデオロギーを持った、北朝鮮への理解を主張したいという「北朝鮮側に立ち北朝鮮を弁護しようとの意図がうかがえる」曲筆であることは明らかであるという。
2006年11月22日『朝鮮日報』社説「韓国戦争は内戦だったと言う盧武鉉大統領」は、ソ連崩壊後の資料から、朝鮮戦争が金日成による侵略であった事実は疑いようがなく、北朝鮮と韓国の偏向したカミングスの修正説支持者だけが、「統一のための内戦」という「こじつけ」に執着しているが、世界の学界ではそれらの主張を提起することができず、「せいぜいあざわらわれるのがおち」であり、そのためそれらの歴史観を韓国に限定して拡散しており、カミングスの修正説支持者は最初から「南侵」という思考がなく、「朝鮮戦争=内戦説」は北朝鮮や北朝鮮の侵略を美化するために作為されたものであると批判する。ナム・ジュホン（京畿大学）は、「朝鮮戦争=内戦説」は「偏った視角」であり、「朝鮮戦争を内戦と規定することは主に北朝鮮と一部の左派性向学者の視角」であり、「左派学者たちの修正主義の見方によって民族解放のための内戦だという北側の主張を引用する愚を犯し」ていると批判している。しかしカミングスの修正説は、朝鮮戦争はアメリカと李承晩の「南侵誘導」のためであると主張したが、ソ連崩壊以後、公開された文書からスターリンの主導した戦争であることが明らかになると脱修正説に再逆転されたとする。
論文「朝鮮戦争での中国の役割」で、散発的に発生した紛争が南北内戦に発展したというカミングスの修正説を批判した徐沢栄（オックスフォード大学）は、朝鮮戦争の最大の責任者は金日成であり、「朝鮮戦争の原因は史料を通してすでに明明白白になっている。韓国社会でまだ北侵説や自然発生的な内戦論があるというのに驚く」として、今日でもカミングスの修正説を支持する意見があることは信じがたいと批判している。そしてカミングスの修正説を、「それはありえない。すでに史料を通して金日成が主導した南侵として証明が終わったのに…。ブルース・カミングスの修正主義史観は双方がお互い戦争に責任があるという言葉ではないのか。もちろん李承晩も北侵統一主張を繰り広げた。当時、統一意志は南北ともにあった。しかし李承晩は米国の反対のため言葉だけ終わってしまったが、金日成は毛沢東とスターリンを引き込んで南侵を現実にした。これのどこが同じなのか。南侵誘導説は言語道断だ」と批判している。
中川雅彦（アジア経済研究所）は、「（『朝鮮戦争の起源』は）朝鮮戦争を1950年6月ではなく、1945年の米軍とソ連軍による分割に始まったという奇抜な説を唱えたものであるが、当時の米軍情報部の資料などを用い、韓国社会で知られていなかった出来事を多く紹介したことで韓国社会に衝撃を与えた。この著者であるカミングスは、朝鮮戦争はアメリカの対朝鮮政策の失敗によって起こったものであり、その責任はアメリカにあると主張した。カミングスの見解は、冷戦の起源をアメリカの対外政策の失敗に求める修正主義学派の見解の朝鮮版であった。カミングスの思わせぶりな文体とともに斬新な開戦論は反米指向を持った研究者や学生に支持された」が、「朝鮮戦争の開戦論も朝鮮人民軍の当時の資料が明るみに出て、さらに、当時の朝鮮労働党や人民軍の関係者で海外にいる人々が証言を始めたことから、人民軍のしかけたものでであることが明らかにされていった」と述べている。
2010年9月15日『東亜日報』社説「仁川上陸作戦60年に振り返る自由民主主義」は、「『朝鮮戦争の起源』で、韓国戦争の責任は米国と韓国により多くあるという虚偽の主張で国内の親北朝鮮左派勢力を鼓舞させた米シカゴ大学のブルース・カミングス教授」として、『ワシントン・ポスト』が「80年代、韓国左派の英雄になった」カミングスが朝鮮戦争はアメリカが介入する理由がない「汚れた戦争」と主張している著書『Korean War: A History』（Random House、2010年）を、90年以後の明らかになった資料を参照していないと批判していることを紹介したうえで、「国内にはカミングス流の見解に同調する勢力が依然少なくない」としている。
『中央日報』社説によると、1980年代以降、カミングスの影響を受けた進歩的学者であり、朝鮮戦争研究の最高権威と評価される朴明林（延世大学）は、自著『歴史と知識と社会-朝鮮戦争の理解と韓国社会』においてカミングスの修正説を批判しており、それによると「カミングス研究が批判を受ける決定的な理由は時代が変わったという点だ。社会主義が崩壊し、韓国が民主化され、北朝鮮体制が破綻した。学問的にはその間、旧ソ連と中国の秘密文書が解除され、韓国戦争の残り半分を究明する資料が確認された。韓国戦争はスターリンの支援と毛沢東の同意の中で起きた国際戦であることが明確」であり、共産主義の限界と北朝鮮の前近代性は歴史が証明しているとする。『中央日報』社説は、韓国社会を分裂させた決定的な原因はカミングスの修正説であり、それは「修正主義理論だ。戦争の責任を韓国と米国に回す主張だ。逆に解放後の北朝鮮体制の優越性を強調した」ものであり、韓国で旋風的な人気を博した結果、「軍部独裁を批判する勢力に反米と親北の口実を提供し、北朝鮮体制は代案として提示された。その後、進歩左派勢力は親北を越えて主体思想を崇拝する従北勢力に向かい始め、その結果は韓国社会の理念的対立・葛藤の悪循環」と批判している。そして、「いまやカミングスの修正主義、80年代式歴史認識の枠を越える時になっているのは明らか」であり、親北・従北の理論的基盤は終焉しており、韓国を分裂させた偏った見解の出発点だった修正主義理論を克服しなければならないと結んでいる。
『Daily NK』は、「韓国の運動圏内に朝鮮戦争の修正主義理論をまき散らしたブルース・カミングス米シカゴ大教授」と紹介して、カミングスは朝鮮戦争の「北侵説」を主張するなど親北朝鮮の立場から韓国現代史を研究した人物として、韓国の386世代では名前が知られているが、アメリカ本国では名前が知られていない研究者と報じている。
『東亜日報』の朴成遠論説委員は、カミングスの『朝鮮戦争の起源』は、植民地・冷戦・階級対立を分析し、米国と韓国が北朝鮮の韓国侵略を誘導したという「南侵誘導説」を説き、反共主義視覚から脱却して朝鮮戦争の構造的起源を明らかにしたとされ、韓国に広範囲に「修正主義」史観の影響を与えたが、旧ソ連の機密文書から北朝鮮の「南侵」の事実が確認されたことにより、「カミングスの理論的基盤は崩れた」と記している。
『東亜日報』は、1980年代以後の韓国現代史の悲劇の責任はアメリカにあるとする左派的現代史解釈に最も深刻な影響を与えた学者はカミングスであり、「彼が修正主義的見解に立って1970年代に書いた論文が、1980年代初めに韓国社会に一つ二つ翻訳され、1986年10月、彼の代表作に数えられる『韓国戦争の起源Ⅰ』が米国で出版されてから5年後、韓国国内で翻訳出版され、韓国戦争を見る若者たちの見解に大きな変化をもたらした」として、カミングスにインタビューしている。そこで、「韓国の一部では、韓国戦争の悲劇の責任は米国にあるという主張の論拠として、依然としてあなたの本を引用している」という質問に、カミングスは「内容の多い本の持つ問題は、人々が一部だけを引用するという点だ。歴史家がどのような仕事をしたかについて全く知らない人々が多い」とコメントしている。
『朝鮮日報』の崔有植デジタルニュース部長によると、カミングスは1980年代に大学生だった世代には知られた人物であり、当時『朝鮮戦争の起源』は必読書であり、カミングスは韓国と米国が意図的に北朝鮮による韓国侵攻を誘導したとする「南侵誘導説」を主張したが、大学の構内では「南侵誘導説」を知らなければ知識人といえない雰囲気があったという。しかし、カミングスの「南侵誘導説」は、1949年夏と秋の2回にわたって38度線付近で韓国側による挑発が行われ、朝鮮戦争の原因となったとするが、この学説は北朝鮮が南侵したという事実を歪め「同族同士の争いを呼んだ無惨な戦争の責任の所在を『両者とも間違っていた』という曖昧」にしたと批判する。そして、カミングスの修正主義史観は、沈志華（華東師範大学）の研究により崩壊したとする。沈志華は、1990年代に旧ソ連政府の書庫から、スターリンと毛沢東の同意と支援を得た金日成が朝鮮戦争を起こしたことを立証する外交文書を探し出し、金日成による南侵計画をソ連と中国が支援した事実が公開され、朝鮮戦争の発生過程究は異論の余地が無くなったとする。しかし、「韓国国内ではこうした流れが一切通じない。教科書検定をパスした高校の韓国史教科書の多くがカミングス教授の古い理論を堂々と記載し、韓国人の子どもたちは今なおこのような教科書で勉強している」として、「韓国国内の一部の歴史学者たちは相変わらず1980年代の古い理念のフレームから脱け出せずにいる。こうした教授らの迷妄が残念でならない」としている。
2011年6月24日『東亜日報』社説「韓国戦争『カミングスのオウム』もはや消えなければ」は、「北朝鮮の共産集団が、民族に最大の悪行を犯したにもかかわらず、北朝鮮政権を庇護し、反共を批判する勢力が堂々と大手をふる」っているとしてカミングスを批判する。カミングスは、韓国軍とアメリカ軍による民間人虐殺は強調するが、北朝鮮軍による民間人虐殺は軽くあしらっており、「偏向の誤り」を犯しており、「もはやこの地から『カミングスのオウム』が消える時が来た」と断じる。そのうえで、朝鮮戦争は内戦ではなく、スターリンと毛沢東の支援と同意のもとに金日成が犯した国際戦争という事実が明らかになっているにもかかわらず、進歩派勢力は「南侵か北侵か分からない」「内戦」云々して事実を受け入れようとせず、一部の教師は、生徒に歪曲した朝鮮戦争観を植え付け、結果「世界最悪の政権」である金正日を擁護する継承勢力となっていると批判している。
『朝鮮日報』の宋恵真記者は、「『内戦』とだけ言えば、戦争を起こした北朝鮮の侵略という事実がなおざりになる。『内戦』は、カミングス氏のような学者たちが韓国戦争発生の原因をあいまいにする時、よく使う言葉だ。これも旧ソ連の機密文書公開で『北朝鮮の南侵』という事実が明らかになった時、既に学問的な判断も終わった事案だ」「80年代になってブルース・カミングス氏をはじめとする学者たちが韓国戦争の原因をめぐり複数の仮説や主張を発表したが、90年代初めに旧ソ連政府の文書が公開されて異なる見解はほぼなくなった。北朝鮮の金日成が中国の毛沢東や旧ソ連のスターリンの同意と支援を受けて起こした侵略戦争だったことは明白だった」と報じている。
カミングスに心酔していた朴明林（延世大学）は、著書『歴史と知識と社会』において「韓国戦争が南侵か北侵かは、保守か進歩かの問題ではなく、事実の問題だ。90年代にソ連、中国の文書資料が発掘・公開され、韓国戦争が南侵であることが明白になった」として、カミングスが朝鮮戦争を「南侵か北侵かを曖昧にした」と批判している。
木村幹は、カミングスとガヴァン・マコーマックは「同じ歴史修正主義の立場」であるが、マコーマックの朝鮮戦争研究は、1983年のマコーマックの著書『侵略の舞台裏――朝鮮戦争の真実』と和田春樹と朴明林（延世大学）の研究を「接木」しただけに過ぎないが、カミングスは地道な調査から発掘した一次資料から、強引ではあるにせよ自らの主張を裏付けていると評している。
ポール・ホランダー（ハーバード大学）は、カミングスは著書『North Korea』において、アメリカの刑務所は黒人がたくさん収容され、彼等の刑期には終わりがないと記述しており、北朝鮮の強制収容所を相対化していることを批判している。

## 家族・親族
- 妻：ウ・ジョンウンは政治学者。カミングスの修正説の影響から左傾化した現代史認識を正そうという趣旨のもと、右派の解釈から刊行された『解放前後史の再認識』（2006年、박지향・김철・김일영・李栄薫、本の世界）に、1950年代を再評価した論文「非合理性の裏面にある合理性を求めて-李承晩時代における輸入代替産業化の政治経済学-」を寄稿している。これについて『東亜日報』から、「夫婦間で見解が違うのではないか」と問われると、カミングスは「妻と私の間には、産業化指導者として朴正煕元大統領に対する評価を含め、見解の違う部分がある。私たちは討論する」と一笑している[10]。

## 著書

### 単著
- The Origins of the Korean War vol. 1: Liberation and the Emergence of Separate Regimes, 1945-1947 （Princeton University Press、1981年）
  - 『朝鮮戦争の起源．1／2――解放と南北分断体制の出現, 1945年-1947年』　鄭敬謨・林哲・加地永都子訳（シアレヒム社、1989-91年）
  - 『朝鮮戦争の起源．1――1945年-1947年, 解放と南北分断体制の出現』　鄭敬謨・林哲・加地永都子訳（明石書店、2012年）
- The Origins of the Korean War vol. 2: The Roaring of the Cataract, 1947-1950 （Princeton University Press、1990年） 
  - 『朝鮮戦争の起源．2・上／下――1947年-1950年, 「革命的」内戦とアメリカの覇権』　鄭敬謨・林哲・山岡由美訳（明石書店、2012年）
- War and Television （Verso、1992年）
  - 『戦争とテレビ』　渡辺将人訳（みすず書房、2004年）
- Korea's Place in the Sun: A Modern History （W.W.Norton、1997年）
  - 『現代朝鮮の歴史――世界のなかの朝鮮』　横田安司・小林知子訳（明石書店、2003年）
- Parallax Visions: Making Sense of American-East Asian Relations at the End of the Century （Duke University Press、1999年）
- North Korea: Another Country （The New Press、2004年）
  - 『北朝鮮とアメリカ――確執の半世紀』　杉田米行監訳／古谷和仁・豊田英子訳（明石書店、2004年）
- Dominion from  Sea to Sea （Yale University Press、2009年）
  - 『アメリカ西漸史――«明白なる運命»とその未来』　渡辺将人訳（東洋書林、2013年）
- Korean War: A History （Random House、2010年）
  - 『朝鮮戦争論：忘れられたジェノサイド』栗原泉・山岡由美訳（明石書店、2014年）

### 共著
- Korea: the Unknown War, with Jon Halliday, （Pantheon Books、1988年）
  - ジョン・ハリディ共著『朝鮮戦争――内戦と干渉』　清水知久訳（岩波書店, 1990年）
- Inventing the Axis of Evil: the Truth about North Korea, Iran, and Syria, with Ervand Abrahamian and Moshe Maoz, （The New Press、2004年）

### 編著
- Child of Conflict: the Korean-American Relationship, 1943-1953, （University of Washington Press、1983年）